# Encephalartos ituriensis
Encephalartos ituriensis es una especie de Cycadopsida del género Encephalartos, de la familia Zamiaceae, del orden Cycadales.

## Distribución
Encephalartos ituriensis se distribuye por República Democrática del Congo (Orientale).

## Taxonomía
Fue descrita científicamente por Bamps & Lisowski. Fue publicado por primera vez en Bamps & Lisowski. In: Mem. New York Bot. Gard. 57: 152-155. (1990).